# Paola Vázquez
Paola Vázquez (* 28. November 1998) ist eine puerto-ricanische Leichtathletin, die sich auf den 100-Meter-Hürdenlauf spezialisiert hat.

## Sportliche Laufbahn
Erste Erfahrungen bei internationalen Meisterschaften sammelte Paola Vázquez im Jahr 2014, als sie bei den U18-Zentralamerika- und Karibikmeisterschaften in Morelia in 14,62 s den siebten Platz über 100 m Hürden belegte. 2022 gewann sie bei den Ibero-Amerikanischen Meisterschaften in La Nucia in 13,05 s die Bronzemedaille hinter den Kubanerinnen Greisys Roble und Keily Linet Pérez. Anschließend startete sie bei den Weltmeisterschaften in Eugene und schied dort mit 13,13 s in der ersten Runde aus, ehe sie bei den NACAC-Meisterschaften in Freeport mit 13,44 s auf den sechsten Platz gelangte. Im Jahr darauf belegte sie bei den Zentralamerika- und Karibikspielen in San Salvador in 13,40 s den vierten Platz und gelangte anschließend bei den Panamerikanischen Spielen in Santiago de Chile mit 13,51 s auf Rang sieben. 2024 siegte sie in 13,03 s bei den Ibero-Amerikanischen Meisterschaften in Cuiabá.
In den Jahren 2022 und 2023 wurde Vázquez puerto-ricanische Meisterin im 100-Meter-Hürdenlauf sowie 2022 auch über 200 Meter.

## Persönliche Bestleistungen
- 200 Meter: 24,29 s (+0,1 m/s), 5. Juni 2022 in Carolina
- 100 m Hürden: 12,91 s (+1,6 m/s), 20. April 2024 in Bayaguana
  - 60 m Hürden (Halle): 8,20 s, 18. Februar 2022 in Cochabamba